# Karl Schörlin
Karl Schörlin (* 20. Januar 1882 in Durlach, Großherzogtum Baden; † 19. April 1955 in Neustadt an der Weinstraße) war ein deutscher Richter.

## Leben
Der Vater war Postmeister. Karl Schoerlin war evangelisch. Er begann an der Ludwig-Maximilians-Universität München Rechtswissenschaft zu studieren. 1901 wurde er im  Corps Transrhenania aktiv. Als Inaktiver wechselte er an die  Friedrich-Wilhelms-Universität zu Berlin und die
Ruprecht-Karls-Universität Heidelberg. Er bestand 1906 das juristische Universitätsexamen. Als Rechtspraktikant kam er nach Wertheim, Konstanz, Heidelberg und Schwetzingen. Nach dem Staatskonkurs (1910) war er Gerichtsassessor in Wertheim und Sinsheim. 1912 wurde er kommissarischer Amtsrichter in Radolfzell, Stockach,  Mühlheim am Bach, Lörrach und Pforzheim, 1913 Dienstvorsteher des  Amtsgerichts Schopfheim. 1914 kam er als Hilfsstaatsanwalt nach Pforzheim und 1920 nach Mannheim, wo er im selben Jahr zum Landgerichtsrat und Untersuchungsrichter ernannt wurde. Seit Dezember 1918 Mitglied der  Deutschen Volkspartei trat er am 1. Mai 1933 der NSDAP bei (Mitgliedsnummer 3.464.658). 1933 wurde er Landgerichtsdirektor. Von 1933 bis 1935 war er Stadtrat in Mannheim. Während der Suspension seines Corps in der Zeit des Nationalsozialismus war er Mitglied der Altkameradschaft „von der Pfordten“.
Am 15. September 1937 kam er als Hilfsrichter in den III. Strafsenat des Reichsgerichts. Gegen seine Ernennung zum Reichsgerichtsrat am 1. April 1938 kamen „Zweifel an der echten nationalsozialistischen Gesinnung“ auf, da er Mitglied des logenartigen Mannheimer Herrenclubs „Räuberhöhle“ war. Beim  Luftangriff auf Leipzig am 4. Dezember 1943 wurde er verwundet. 1945 war er im IV. Strafsenat des Reichsgerichts. Er kehrte nach Kriegsende nach Wertheim zurück und betätigte sich dort noch als Rechtsanwalt in der Kanzlei seines Schwagers. Er starb nach längerem Krankenlager im Krankenhaus in Neustadt. Beigesetzt wurde er im Familiengrab in Wertheim.

## Auszeichnungen
- Bayerisches Kriegsverdienstkreuz[1]
- Preußisches Kriegsverdienstkreuz[1]